# Charles de Lavaulx de Sommerécourt
 (décembre 2016).
- Si vous ne connaissez pas le sujet, laissez ce bandeau (vous pouvez alors contacter les auteurs).
- Si vous supprimez le contenu mis en cause (vous pouvez préalablement contacter les auteurs),

argumentez précisément cette suppression dans la page de discussion
(un manque de référence n'est pas un argument ; une recherche réelle de référence doit avoir été effectuée, être formellement documentée).
 (décembre 2016).

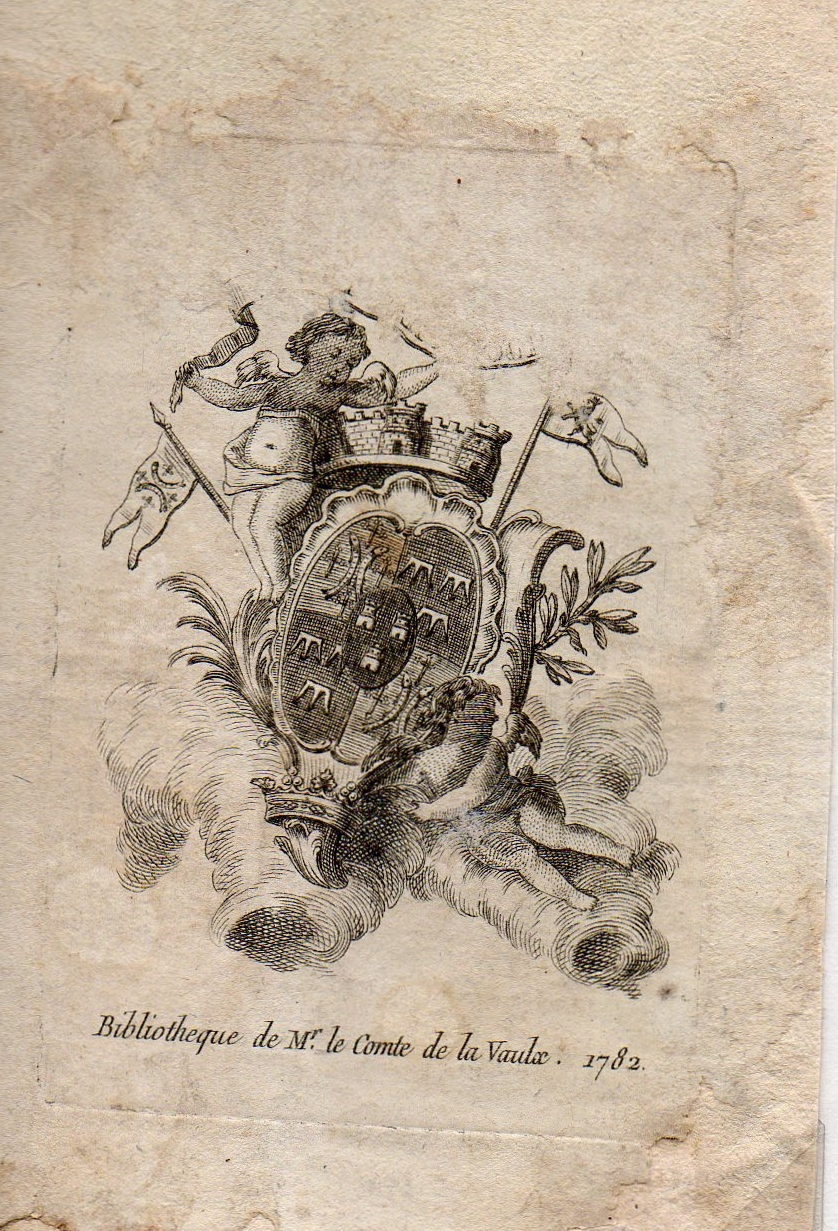
Ex libris du comte Charles Nicolas Joseph de Lavaulx

Charles Nicolas Joseph de Lavaulx de Sommerécourt, né le 30 août 1738 et mort le 1er avril 1815, né à Sommerécourt de Gabriel de Lavaulx (1698-1778) et de Catherine de Lavaulx de Vrécourt, cousine de son mari, est un aristocrate lorrain, officier de la Marine royale française.

## Biographie

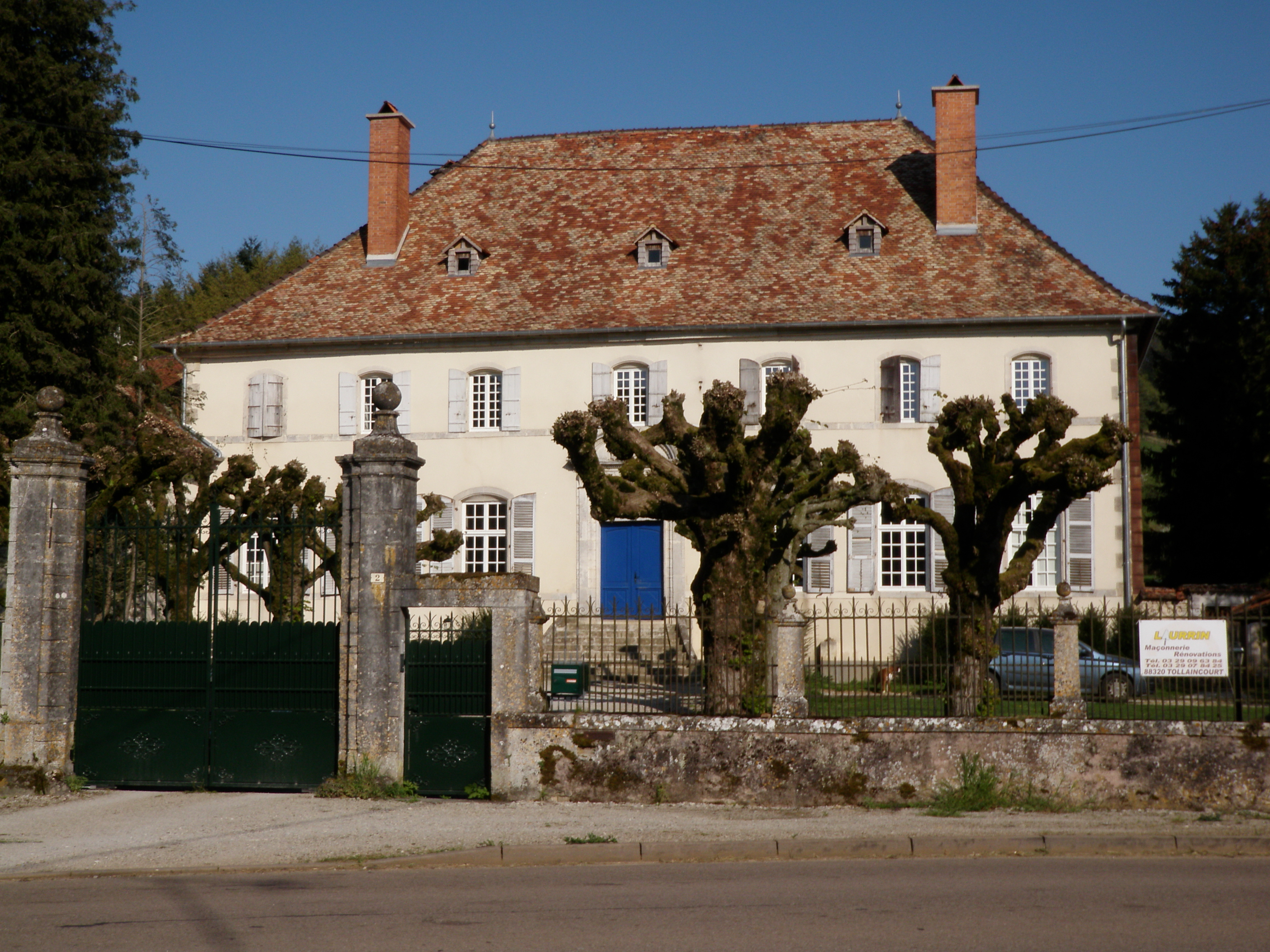
Le château de Pompierre en Lorraine

Il est issu d’une famille de la noblesse du duché de Bar puis de Lorraine (ancienne extraction 1495). Totalisant 28 années de service en 1789 et 16 embarquements, il sert pendant la Révolution dans l’armée du prince de Condé et rentre en France en 1800. 

### Carrière militaire
Charles de Lavaulx a été page du duc Stanislas à Lunéville de 1753 à 1757. Il est nommé garde-marine le 17 avril 1757.
D’avril à août 1758, il sert sur le Redoutable, sous M. de Saint-Aignan. Le vaisseau est contraint de se jeter à la côte lors d’un engagement à Lagos au Portugal et est brûlé par son équipage. Ce dernier rentre en France à ses frais. Le jeune garde-marine est rembarqué sur le Guerrier puis sur un nouveau Redoutable. En 1762, il est affecté comme enseigne de vaisseau sur le chebec le Serpent, commandé par M. de Campois et armé en course par des commerçants de Marseille. La même année, il passe sur le vaisseau le Saint-François de Paule, commandé par M. d’Abon. Le bâtiment est promptement désarmé, la paix ayant été signée fin de la guerre de Sept ans. 
Cependant, un nouvel embarquement se produit en 1763, sur le chebec le Renard, aux ordres du chevalier de Luxembourg, qui est engagé en Méditerranée contre les Barbaresques. Cet engagement est suivi par une nouvelle désignation, sur la frégate la Topaze, toujours avec le même commandant. La Topaze participe alors au blocus naval d’Alger, opération menée par le chevalier de Forbin, qui se solde par la restitution de tous les esclaves français et le dédommagement des armateurs français lésés. 
Affecté un temps à terre au port de Toulon, Charles de Lavaulx passe de mai à décembre 1766 sur le Protecteur, commandé par M. de Broves, sous l’autorité de l'amiral Joseph de Bauffremont. Le jeune officier embarque lors sur la Chimère, sous le commandement du comte de Grasse-Briançon, comme garde-marine faisant fonction d’enseigne de vaisseau, d’avril à septembre 1767. Au cours de cette période, il est nommé par le roi enseigne le vaisseau le 18 août 1767.
De juin à décembre 1768, il est à bord de la Mignonne, frégate aux ordres de M. de Vénal, qui assure la couverture maritime de la prise de possession française de la Corse. De juin à novembre 1770, il est rembarqué sur le même bâtiment, cette fois sous le commandement de M. d’Arbaud-Jouques  et prend part au bombardement de Tunis. En novembre 1772, il passe sur l’Union et est affecté à Brest, toujours sous les ordres de M. d’Arbaud-Jouques, pour passer en Martinique. 
Après avril 1773, Charles de Lavaulx est affecté à Rochefort, puis se trouve à bord de l’Aurore d’avril à novembre 1775, sous M. de Compans. Peu après, il est nommé enseigne de vaisseau sur le vaisseau le Lion. 
Le 10 mars 1778, il obtient le grade de lieutenant de vaisseau et embarque le même mois à Toulon sur le vaisseau le Tonnant, sous M. de Breugnon, chef de la 2è division de l’armée navale de l’amiral d’Estaing. Il participe ainsi, dans l’avant-garde, à la bataille de la Grenade le 6 juillet 1779. Il commanda une unité à terre lors du siège infructueux de Savannah en septembre et octobre 1779. Charles de Lavaulx obtient la croix de chevalier de Saint-Louis le 25 mars 1780 et est nommé major de vaisseau le 1er mai de cette même année. Le 1er juin, il reçoit la commission de colonel d’une compagnie de l’infanterie de marine de la division de Toulon. Ancien combattant de la guerre d’Indépendance américaine, il est admis dans la Société des Cincinnati. L’officier de marine travaille à Brest à l’armement du Vengeur en 1781 et devait y embarquer comme lieutenant de vaisseau. Cependant, le maréchal de Castries, présent à Brest, lui confie le 7 mars 1781 le commandement de la frégate la Terpsichore. Ce bâtiment est une frégate de cinquième rang, entré en service en 1763 et désarmé à Brest en 1784. Le 15 septembre 1782, il reçoit, en application de l’ordonnance du 10 mai 1777, un brevet de lieutenant-colonel pour le commandement des troupes à terre.  
Toujours au cours de l’année 1784, l’officier est embarqué à Toulon sur la frégate la Junon, commandée par le comte de Ligondès, en qualité de lieutenant en pied. Au cours des opérations d’armement, il fait une grave chute à bord. Le 28 juin 1786, il se retire du service et est nommé au service des Classes de la Marine, en tant que chef de l’arrondissement de Boulogne–sur-Mer, sous les ordres du baron de Bavre, chef du département de Dunkerque. Le maréchal de Richelieu, son beau-frère, avait incité le maréchal de Castries à procurer cet emploi à l’officier de marine. Muté à Saint-Valéry-sur-Somme, Charles de Lavaulx résidera en hiver en Lorraine au château de Pompierre et remplira les tâches de sa charge du printemps à l’automne. En mars 1791, l’Assemblée met fin au système des classes de la Marine et Charles de Lavaulx doit donc démissionner. Il se retire à Pompierre et émigrera en 1791. 
- Journal de bord, mois de septembre et octobre 1766, non publié,
- Mémoire sur … les principales dimensions des trois rangs des vaisseaux, vers 1790, non publié

.

### Implantation en Lorraine
Charles de Lavaulx est seigneur de Sartes et Pompierre, Sommerécourt, Saint-Ouen-lès-Parey, Courcelles et Dolaincourt, Parey-sous-Montfort et Saint-Remimont, localités de la vallée du Mouzon, au sud de Neufchâteau (Vosges) ou de la région de Vittel. Il possède les châteaux de Pompierre, Sommerécourt et Parey-sous-Montfort, Il réside à Pompierre, qu’il a fait partiellement redécorer et agrandir, malgré la modestie de ses moyens, d’une petite aile en perpendiculaire au bâtiment principal.Sa famille est bien représentée dans la région, à Nancy, où réside son cousin Jean Charles François de Lavaulx de Vrécourt, chambellan du duc Stanislas, autour de Neufchâteau, où d’autres branches des Lavaulx sont implantées, ainsi qu’à Paris, depuis le mariage de deux de ses sœurs .Elle est également proche d’Antoine Chaumont de la Galaizière, magistrat désigné par Louis XV pour administrer la Lorraine sous le règne nominal du duc Stanislas.  Par ailleurs, Charles de Lavaulx a notamment pour frère un officier d’infanterie, Matthieu de Lavaulx, (1739-1796), ancien cadet-gentilhomme de Lunéville, qui émigrera sous la Révolution et sera tué au combat d’Oberkammlach en Bavière. Deux de leurs sœurs compteront parmi les dernières chanoinesses du chapitre noble Sainte-Menne de Poussay. 
En 1776, Charles de Lavaulx épouse Marie-Louise d’Estourmel (1751-1827), fille de François-Louis, marquis d’Estourmel, baron de Cappy et de Suzanne, d’une famille picarde fort ancienne et de Marie-Anne de Maizières, dame de Brugny, près d’Epernay. La famille de la mariée possède les châteaux de Suzanne, Brugny et Villers-Agron (Aisne).  Marie-Louise de Lavaulx, souvent seule, réside en Lorraine, séjour parfois alterné avec des périodes passées dans sa propre famille. En 1782, Charles de Lavaulx rachète la seigneurie de Sommerécourt et son château, à son frère Matthieu, afin de maintenir ces biens dans la famille.  Le 20 avril 1783, sur l’insistance de sa sœur la duchesse de Richelieu et avec le suivi attentif du maréchal, mari de  celle-ci, l’officier de marine est admis à Versailles aux Honneurs de la Cour, et présenté au roi Louis XVI ainsi qu’à la famille royale. Il monte dans les carrosses du roi afin de suivre la chasse, comme le veut l’usage.   
En 1785, Marie-Louise de Lavaulx, porteuse d’une procuration de son mari, vend le château très dégradé et la seigneurie de Parey-sous-Montfort, proche de Vittel.   
En février 1788, Charles de Lavaulx est nommé par le roi grand bailli d’épée du bailliage de Neufchâteau, en remplacement de son parent le comte de Neuilly, baron de Vrécourt, décédé. À ce titre, du 23 au 30 mars 1789, il réunit dans le couvent des Cordeliers de Neufchâteau les représentants des trois ordres, afin d’élire les délégués devant participer aux États-Généraux à Versailles.  Le problème du vote par ordre ou par tête se pose déjà et demeure pendant à Neufchâteau comme ailleurs.

### Famille et postérité
Charles et Marie-Louise de Lavaulx ont eu cinq enfants dont : Louis (1781-1858), officier de dragons sous le Premier Empire, puis propriétaire terrien à Villers-Agron, qui épousa Agathe de Villiers de la Noüe, puis en secondes noces Célinie Boileau de Maulaville ; Marie-Louise, née en 1784, qui épousa le comte du Maisniel et Aglaé, née en 1786, qui épousa le marquis de Flavigny. Deux autres enfants, des garçons, moururent en bas âge avant et pendant la Révolution.

### Émigration
Lié par son serment d’officier et le point d’honneur, Charles de Lavaulx émigre en Allemagne le 28 octobre 1791 et rejoint l’armée du prince de Condé le 2 novembre suivant à Worms (Palatinat). Son frère Charles Matthieu de Lavaulx sert déjà dans cette armée. L’officier de marine est affecté au 2ème régiment de Cavalerie Noble sous le commandement du marquis de Saint-Clair. Il prend part aux campagnes de 1792 et 1793 en Alsace et sur le Rhin. En 1796, il est lieutenant de la cavalerie noble, puis est nommé maréchal de camp le 26 octobre 1797. Peu après, il fait une tentative de retour en France, à Langres, où il est rayé provisoirement par le département de la Haute-Marne de la liste des Emigrés. Dénoncé, il retourne à Überlingen,  en Allemagne, où il dispose de plusieurs passeports entre 1798 et 1800. Un document de ce type le décrit en 1797 de « taille de quatre pieds dix pouces, cheveux et sourcils gris, nez court et gros bouche grand, menton large, visage ridé ». Revenu brièvement en France, il rejoint brièvement son régiment en Allemagne, semble-t-il pour rentrer en France peu après.  À cette époque il est rayé définitivement de la liste des Émigrés avec le soutien actif de son beau-frère le général Louis Auguste d’Estourmel.   
Pendant toutes ces années, sa femme tente de sauver les biens de son mari, mais ne peut empêcher la vente des châteaux de Pompierre et Sommerécourt et des domaines qui s’y rattachent comme bien nationaux. Elle est brièvement arrêtée chez son frère Louis-Auguste d’Estourmel au château de Suzanne en 1793, puis plus longuement à Neufchâteau pendant huit mois. Après cette détention, elle se retirera avec ses enfants au château de Villers-Agron (Aisne), qui lui vient de sa mère. À son retour d’émigration, Charles de Lavaulx s’installe à Reims, où sa femme possède une maison, et est soumis à un contrôle policier. Il retrouve sa famille mais ne semble pas avoir repris la vie commune avec sa femme, installée par la suite dans une maison de Pierry puis au château de Brugny, chez sa sœur Victoire Césarine de Clermont-Tonnerre (1752-1838), épouse de Charles louis de Clermont-Tonnerre (1750-1803).   
Pour sa part, Charles de Lavaulx habite Pierry. Il vit assez mal de n’avoir pu transmettre à ses enfants les biens reçus de ses pères, assume avoir combattu pour le trône et les autels mais se veut loyal aux autorités. En 1814, il accueille la Restauration avec joie, mais se voit molesté par des bonapartistes à Pierry, malgré son âge, lors des Cents Jours.  Accusant le coup du départ du roi Louis XVIII pour Gand, il meurt à Pierry le 1er avril 1815 et y est inhumé. Sa femme décède en 1827 à Brugny  et repose dans le caveau des Clermont-Tonnerre, dans les soubassements extérieurs de l’église du village.  